# 屏東轉運站
屏東轉運站是位於臺灣屏東縣屏東市的長途客運及市區客運的轉運設施，結合了客運車站及購物中心，由屏東客運、高雄客運、統聯客運、國光客運及台灣捷乘等國道客運、公路客運、市區公車業者進駐本站。
此轉運站為屏東縣政府於2016年提出的6大轉運站之一，目的為將原先屏東車站站前各家客運業者分散各處的候車地點整合為一。轉運站於2016年12月29日動土，原預計於2018年9月完工啟用，但因接近完工前遇連日豪雨，於2018年12月24日啟用。商場部份則由太平洋百貨進駐經營。

## 設施概要

### 月臺配置
於轉運站內設置客運月台8席，於光復路側設有月台5席。
| 月臺編號               | 使用業者                | 使用路線                                                                  | 路線開往                                                                                    |
| 第1月台                | 屏東客運                | 鹽埔幹線：8221、8223、8225、8226 長治幹線：8227、8228、8229               | 往 海豐、高朗朗、仕絨、鹽埔、高樹 往 崙上、份子、振興、德協、繁華、三和、水門、三地門鄉公所 |
| 第2月台                | 屏東客運                | 里港幹線：8216、8217、8218、8220                                          | 往 後庄、里港、高樹、大津、美濃                                                             |
| 第3月台                | 屏東客運                | 內埔幹線：8230、8231、8232、8233、8235、8236、8237、8238、8239            | 往 六堆、龍泉、內埔、東勢、老埤、水門、霧台、萬巒、佳佐、竹田、潮州、恆春                   |
| 第4月台                | 屏東客運                | 萬丹幹線：8201、8202、8203、8208                                          | 往 廣安、萬丹、新園、五房、東港、潮州                                                       |
| 第5月台                | 屏東客運 高雄客運       | 市區公車：505、506、513、515、516 觀光公車：506A、508 聯外路線：509、8048 | 屏東縣市區公車 屏市假日觀光公車、台灣好行神山線 屏科大聯外公車、高雄市公車                  |
| 第6月台                | 國光客運                | 1839、1773、1780                                                          | 往 台北、恆春、枋寮                                                                         |
| 第7月台                | 國光客運                | 1873                                                                      | 往 台中                                                                                     |
| 第8月台                | 統聯客運                | 1613                                                                      | 往 台北                                                                                     |
| 第9月台                | 台灣捷乘                | 701~706、723~726、732~733                                                 | 貼心巴士(公車式小黃)                                                                        |
| 第10月台               | 下客使用                | 下客使用                                                                  | 下客使用                                                                                    |
| 第11月台               | 下客使用                | 下客使用                                                                  | 下客使用                                                                                    |
| 第12月台               | 下客使用                | 下客使用                                                                  | 下客使用                                                                                    |
| 第13月台               | 下客使用                | 下客使用                                                                  | 下客使用                                                                                    |
| 大仁科技大學接駁車站牌 | 大仁科技大學 皇冠大車隊 | 大仁科技大學接駁車 T511                                                   | 大仁科技大學接駁車 高雄市公車                                                               |

### 公共自行車
屏東縣公共自行車租賃系統（YouBike2.0）：
- 屏東轉運站、屏東轉運站(2)：116柱（重慶路/光復路口(東南側)）
- 屏東車站、屏東車站(2)：159柱（光復路/南昌街口(南側)）

### 購物廣場
轉運站內設有逾600平方公尺的商業空間，由太平洋百貨進駐經營。

## 行經路線詳細資料

### 國道客運
- 統聯客運
  - 1613 屏東－－仁德－中港轉運站－(中壢服務區)－臺北轉運站
  - 1613A 屏東－－仁德－中港轉運站－(中壢服務區)－重陽－臺北轉運站

- 國光客運
  - 1839 屏東－九如－朝馬－臺北轉運站
  - 1839A 屏東－九如－西螺轉運站－臺北轉運站
  - 1873 屏東－九如－朝馬－臺中轉運站

### 公路客運
- 國光客運
  - 1773 屏東－麟洛－內埔－竹田－潮州－枋寮－恆春
  - 1780 屏東－麟洛－內埔－竹田－潮州－佳冬－枋寮

- 屏東客運
  - 8201 屏東－萬丹
  - 8202 屏東－萬丹－東港
  - 8203 屏東－社皮－五房－東港
  - 8208 屏東－萬丹－潮州
  - 8216 屏東－九如－里港
  - 8217 屏東－九如－里港－高樹
  - 8218 屏東－九如－里港－高樹－大津(部分延駛至茂林風景區入口)
  - 8220 屏東－九如－里港－美濃
  - 8221 屏東－德和－鹽埔
  - 8223 屏東－洛陽－高朗朗－鹽埔
  - 8225 屏東－洛陽－仕絨－鹽埔
  - 8226 屏東－德和－鹽埔－高樹
  - 8227 屏東－崙上－振興－水門－三地門鄉公所
  - 8228 屏東－份子－振興－水門
  - 8229 屏東－崙上－三和－水門
  - 8230 屏東－建興－龍泉
  - 8231 屏東－東勢－水門
  - 8232 屏東－老埤－水門
  - 8233 屏東－老埤－水門－霧台
  - 8235 屏東－西勢－萬金－佳佐
  - 8236 屏東－內埔－萬巒－佳佐
  - 8237 屏東－內埔－竹田－潮州
  - 8238 屏東－內埔－萬巒－潮州
  - 8239 屏東－內埔－竹田－潮州－枋寮－恆春

### 市區公車
- 屏東縣市區公車（屏東客運）
  - 505：和平國小－永大路（例假日停駛）
  - 506：廣勝路口－屏東縣民公園（例假日停駛）
  - 506A：屏東總圖－幸福公園－勝利星村－屏東轉運站－屏東縣民公園－屏東大學民生校區（例假日行駛）
  - 508：屏東轉運站－谷川大橋－神山部落－霧台部落－禮納里部落－屏東轉運站（台灣好行神山線）
  - 509：屏東轉運站－麟洛－屏東科技大學
  - 513：屏東轉運站－屏東轉運站
  - 515：廣勝路口－屏東家扶中心
  - 516：屏榮高中－屏東加工出口區（例假日停駛）
  - 516A：屏榮高中－建國路（例假日停駛）

- 貼心巴士（公車式小黃）（台灣捷乘，周日停駛）
  - 701：屏東醫院－後村社區
  - 701B：屏東轉運站－屏東轉運站（例假日停駛）
  - 701C：屏東轉運站－屏東轉運站（例假日停駛）
  - 702：屏東醫院－水泉社區
  - 703：屏東醫院－竹田鄉公所
  - 705：屏東醫院－老埤五穀宮
  - 706：屏東縣政府－龍泉
  - 723：屏東市預約線
  - 725：九如三塊社區－屏東總圖
  - 726：豐平福德祠－屏東縣政府
  - 732：竹田竹南社區－屏東榮民總醫院
  - 732B：六份莊六興宮－屏東榮民總醫院
  - 733：竹田鄉公所－屏東榮民總醫院

- 高雄市公車
  - 8048：捷運都會公園站－屏東轉運站（高雄客運）
  - T511：多納－屏東客運（皇冠大車隊）

- 接駁車
  - 大仁科技大學接駁車